# Ivan Sabbe
Ivan T.M.C.G. Sabbe, né le 10 octobre 1960 à Courtrai est un homme politique belge flamand, membre de Voor U.

## Fonctions politiques
- député au Parlement flamand :
  - du 7 juin 2009 au 25 mai 2014